# Two Daughters of Eve
Two Daughters of Eve é um filme mudo norte-americano de 1912 em curta-metragem, do gênero drama, dirigido por D. W. Griffith e escrito por George Hennessy.

## Elenco
- Claire McDowell
- Henry B. Walthall
- Florence Geneva
- Gertrude Bambrick
- Elmer Booth
- Kathleen Butler
- Christy Cabanne
- Harry Carey
- Dorothy Gish
- Lillian Gish
- Mary Gish
- D. W. Griffith
- Robert Harron
- Harry Hyde
- Marion Kerby
- Mae Marsh
- Walter Miller
- W. Chrystie Miller
- Antonio Moreno
- George Nichols
- Alfred Paget
- W. C. Robinson
- Julia Sanderson